# بيونيك كوماندو ريرميد 2
بيونيك كوماندو ريرميد 2 (بالإنجليزية: Bionic Commando Rearmed 2) ، هي لعبة فيديو إلكترونية من نوع منصات، أنتجت سنة 2011م من قبل شركة ستوديو فاتشارك السويدية ونشرها شركة نامكو اليابانية.